# Trölladyngja (Reykjanesskagi)
Trölladyngja ist ein Berg auf der südwestisländischen Halbinsel Reykjanes. Es handelt sich um einen Palagonitkegel von 379 m Höhe.
Der Berg liegt westlich des Sees Kleifarvatn und ist mit einem anderen Palagonitberg, Grænadyngja (402 m), in gewisser Weise zusammengewachsen. Beide zusammen werden Dyngjurnar genannt. Von ihren Gipfeln bietet sich eine schöne Aussicht über die Halbinsel Reykjanes.
Da es sich hier um den Zentralvulkan des Vulkansystems Krýsuvík handelt, ist er von zahlreichen Kratern und Kraterreihen umgeben.
Die letzten Ausbrüche in diesem Vulkansystem fanden im 12. (1151–1188) und vermutlich nochmals im 14. Jahrhundert statt.